# 白花小红门兰
白花小红门兰（学名：Ponerorchis tominagae）也称白花兰、大水窟红兰、红斑兰、关山兰、关山红门兰、白花红门兰，为兰科小红门兰属下的一个种。